# 移剌捏兒
移剌捏儿（？—1228年），蒙古帝国将领，契丹族，移剌氏（耶律氏），霸州（今河北霸州市）人。
他为人沉毅多谋，臂力过人，年轻时胸怀大志。辽朝灭亡后，其家族不出仕金国。听说蒙古兴兵伐金，他想为故国复仇，率百人入卫成吉思汗，献十策，被赐名为赛因必阇赤（好司书），号称为霸州元帅。1215年，担任兵马都元帅，跟随太师木华黎攻克金朝的北京（今内蒙古宁城县西大明城），攻克高州、利州、兴州、松州、义州、锦州等二十六城，五十四寨，攻打利州（今内蒙古喀喇沁左旗东）刘四禄，斩杀锦州（今辽宁锦州市）张致。以功升任为龙虎卫上将军、兵马都提控元帅。继而攻克辽东、辽西十五城，平定兴州（今河北滦河）重儿之叛。蒙古朝廷赐给他金虎符。1221年，参与攻打东平（今山东东平县）、延安（今陕西延安市）。1222年，围攻凤翔（今陕西凤翔）时，中流矢，他裹住伤口再战，攻取丹州、延州等十余城，升任为兴中府军民都达鲁花赤，兼兴胜府尹。1226年，攻打西夏河西，攻克甘州、合州等地，而后又攻打金朝益都（今山东省青州市），攻克莱州、胶州、淄州等三十二城。1228年，拖雷监国，因为患病回到高州（今内蒙古赤峰市东北），病故。追封兴国公，谥武毅。其子移剌买奴。